# Hieracium nericiense
Hieracium nericiense es una especie de planta con flor del género Hieracium, de la familia Asteraceae, orden Asterales.

## Distribución
Hieracium nericiense se distribuye por Suecia.

## Taxonomía
Fue descrita científicamente por (Adlerz) Johanss.